# Limón (tổng)
Limón là một tổng trong tỉnh Limón, Costa Rica. Tổng này có diện tích 1765,79 km², dân số năm 2008 là 106356 người..